# Love and Gasoline (film 1920)
Love and Gasoline è un cortometraggio muto del 1920 scritto e diretto da Noel M. Smith.

## Produzione
Il film fu prodotto dalla Century Film.

## Distribuzione
Distribuito dall'Universal Film Manufacturing Company, il film - un cortometraggio in due bobine - uscì nelle sale cinematografiche USA il 20 settembre 1920.